# KkStB 364
KkStB 364 танк-паротяг з паровою машиною потрійного розширення Буковинської локальної залізниці, що перебувала під управлінням Ц.к. австрійської державної залізниці (KkStB).

## Історія
Компанія Krauss з Лінцу виготовила по 2 паротяги (Li 6019/08, Li 6020/08, KrLi 6710/13, KrLi 6711/13) у 1908 і 1913 роках, що отримали позначення  kkStB 364.01 "STRONER", -02 "VIKTOR STYRCEA", -03 "FORSTER", -04 "GRAF VON MERAN". Паротяги мали зовнішнє і внутрішнє управління. Після завершення війни усі паротяги потрапили до CFR, де вони експлуатувались до 1936 року.

### Технічні дані паротяга BLB/KkStB 364
|                          |                         |
| Розміри                  | Параметри               |
| Роки випуску             | 1908, 1913              |
| Країна-виробник          | Австро-Угорська імперія |
| Завод-виробник           | Krauss/Лінц             |
| Ширина колії             | 1435 мм                 |
| Тип                      | C h2t                   |
| Кількість циліндрів      | 2                       |
| Діаметр циліндрів        | 460 мм                  |
| Хід поршня               | 540 мм                  |
| Тиск пари                | 12 атм.                 |
| Діаметр рушійних коліс   | 1.100 мм                |
| Загальна колісна база    | 3.250 мм                |
| Кількість труб нагріву   | 101/12                  |
| Площа труб нагріву       | 67,0 м²                 |
| Площа колосникових ґрат  | 1,50 м²                 |
| Маса паротяга порожнього | 31,5 т                  |
| Маса паротяга робоча     | 42,0 т                  |
| Зчіпна маса локомотива   | 38,0 т                  |
| Запас води               | 6,2 м³                  |
| Запас вугілля            | 2,4 м³                  |
| Швидкість                | 50 км/год               |